# Протасово (Мценский район)
Прота́сово — деревня в Мценском районе Орловской области России. Административный центр Протасовского сельского поселения.

## География
Деревня находится в северной части Орловской области, в лесостепной зоне, в пределах центральной части Среднерусской возвышенности, вблизи истока ручья Сычи (бассейн реки Алёшня), на расстоянии примерно 19 км (по прямой) к юго-юго-западу (SSW) от Мценска, административного центра района. Абсолютная высота — 240 м над уровнем моря.
Климат
Климат характеризуется как умеренно континентальный с умеренно морозной зимой и теплым, иногда жарким летом. Средняя многолетняя температура самого холодного месяца — января, составляет −9,4°С, температура самого теплого +19°С.
Часовой пояс
Деревня Протасово, как и вся Орловская область, находится в часовой зоне МСК (московское время). Смещение применяемого времени относительно UTC составляет +3:00.

## Население
| 2002 | 2010 |
| ---- | ---- |
| 459  | ↗466 |

Половой состав
По данным Всероссийской переписи населения 2010 года, в гендерной структуре населения мужчины составляли 47,6 %, женщины — соответственно 52,4 %.
Национальный состав
Согласно результатам переписи 2002 года, в национальной структуре населения русские составляли 92 % из 459 чел.

## Улицы
| - пер. Базовый, - ул. Колхозная, - ул. Молодёжная, | - ул. Полянская, - ул. Советская, - ул. Совхозная, | - ул. Цветочная, - ул. Центральная, - пер. Школьный. |

## Инфраструктура
Действуют средняя школа с дошкольной группой, врачебная амбулатория, дом культуры и библиотека.